# Skilanglauf-Marathon-Cup 2006/07
Der Skilanglauf-Marathon-Cup 2006/07 war eine vom Weltskiverband FIS ausgetragene Wettkampfserie im Skilanglauf, die am 17. Dezember 2006 mit dem La Sgambeda begann und am 11. März 2007 mit dem Engadin Skimarathon endete. Die Wettbewerbe wurden im Rahmen der Euroloppet-Serie bzw. Worldloppet-Serie veranstaltet. Die Gesamtwertung bei den Männern gewann Jerry Ahrlin. Bei den Frauen wurde Elin Ek in der Gesamtwertung erste.

## Männer

### Resultate
| 1. Skilanglauf-Marathon-Cup in Livigno – La Sgambeda | 1. Skilanglauf-Marathon-Cup in Livigno – La Sgambeda | 1. Skilanglauf-Marathon-Cup in Livigno – La Sgambeda | 1. Skilanglauf-Marathon-Cup in Livigno – La Sgambeda | 1. Skilanglauf-Marathon-Cup in Livigno – La Sgambeda |
| ---------------------------------------------------- | ---------------------------------------------------- | ---------------------------------------------------- | ---------------------------------------------------- | ---------------------------------------------------- |
| Datum                                                | Disziplin                                            | Erster Platz                                         | Zweiter Platz                                        | Dritter Platz                                        |
| 17. Dezember 2006                                    | 42 km Freistil Massenstart                           | Jerry Ahrlin                                         | Marco Fiorentini                                     | Biagio di Santo                                      |

| 2. Skilanglauf-Marathon-Cup in Liberec – Isergebirgslauf | 2. Skilanglauf-Marathon-Cup in Liberec – Isergebirgslauf | 2. Skilanglauf-Marathon-Cup in Liberec – Isergebirgslauf | 2. Skilanglauf-Marathon-Cup in Liberec – Isergebirgslauf | 2. Skilanglauf-Marathon-Cup in Liberec – Isergebirgslauf |
| -------------------------------------------------------- | -------------------------------------------------------- | -------------------------------------------------------- | -------------------------------------------------------- | -------------------------------------------------------- |
| Datum                                                    | Disziplin                                                | Erster Platz                                             | Zweiter Platz                                            | Dritter Platz                                            |
| 14. Januar 2007                                          | 50 km klassisch Massenstart                              | Wettkampf abgesagt                                       | Wettkampf abgesagt                                       | Wettkampf abgesagt                                       |

| 3. Skilanglauf-Marathon-Cup im Val di Fiemme und Val di Fassa – Marcialonga | 3. Skilanglauf-Marathon-Cup im Val di Fiemme und Val di Fassa – Marcialonga | 3. Skilanglauf-Marathon-Cup im Val di Fiemme und Val di Fassa – Marcialonga | 3. Skilanglauf-Marathon-Cup im Val di Fiemme und Val di Fassa – Marcialonga | 3. Skilanglauf-Marathon-Cup im Val di Fiemme und Val di Fassa – Marcialonga |
| --------------------------------------------------------------------------- | --------------------------------------------------------------------------- | --------------------------------------------------------------------------- | --------------------------------------------------------------------------- | --------------------------------------------------------------------------- |
| Datum                                                                       | Disziplin                                                                   | Erster Platz                                                                | Zweiter Platz                                                               | Dritter Platz                                                               |
| 28. Januar 2007                                                             | 70 km klassisch Massenstart                                                 | Jerry Ahrlin                                                                | Jörgen Aukland                                                              | Marco Cattaneo                                                              |

| 4. Skilanglauf-Marathon-Cup in Oberammergau – König-Ludwig-Lauf | 4. Skilanglauf-Marathon-Cup in Oberammergau – König-Ludwig-Lauf | 4. Skilanglauf-Marathon-Cup in Oberammergau – König-Ludwig-Lauf | 4. Skilanglauf-Marathon-Cup in Oberammergau – König-Ludwig-Lauf | 4. Skilanglauf-Marathon-Cup in Oberammergau – König-Ludwig-Lauf |
| --------------------------------------------------------------- | --------------------------------------------------------------- | --------------------------------------------------------------- | --------------------------------------------------------------- | --------------------------------------------------------------- |
| Datum                                                           | Disziplin                                                       | Erster Platz                                                    | Zweiter Platz                                                   | Dritter Platz                                                   |
| 4. Februar 2007                                                 | 50 km klassisch Massenstart                                     | Daniel Tynell                                                   | Stanislav Řezáč                                                 | Jerry Ahrlin                                                    |

| 5. Skilanglauf-Marathon-Cup in Lamoura – Transjurassienne | 5. Skilanglauf-Marathon-Cup in Lamoura – Transjurassienne | 5. Skilanglauf-Marathon-Cup in Lamoura – Transjurassienne | 5. Skilanglauf-Marathon-Cup in Lamoura – Transjurassienne | 5. Skilanglauf-Marathon-Cup in Lamoura – Transjurassienne |
| --------------------------------------------------------- | --------------------------------------------------------- | --------------------------------------------------------- | --------------------------------------------------------- | --------------------------------------------------------- |
| Datum                                                     | Disziplin                                                 | Erster Platz                                              | Zweiter Platz                                             | Dritter Platz                                             |
| 11. Februar 2007                                          | 76 km Freistil Massenstart                                | Wettkampf abgesagt                                        | Wettkampf abgesagt                                        | Wettkampf abgesagt                                        |

| 6. Skilanglauf-Marathon-Cup in Otepää – Tartu Maraton | 6. Skilanglauf-Marathon-Cup in Otepää – Tartu Maraton | 6. Skilanglauf-Marathon-Cup in Otepää – Tartu Maraton | 6. Skilanglauf-Marathon-Cup in Otepää – Tartu Maraton | 6. Skilanglauf-Marathon-Cup in Otepää – Tartu Maraton |
| ----------------------------------------------------- | ----------------------------------------------------- | ----------------------------------------------------- | ----------------------------------------------------- | ----------------------------------------------------- |
| Datum                                                 | Disziplin                                             | Erster Platz                                          | Zweiter Platz                                         | Dritter Platz                                         |
| 18. Februar 2007                                      | 63 km klassisch Massenstart                           | Jerry Ahrlin                                          | Stanislav Řezáč                                       | Daniel Tynell                                         |

| 7. Skilanglauf-Marathon-Cup in Sälen – Wasalauf | 7. Skilanglauf-Marathon-Cup in Sälen – Wasalauf | 7. Skilanglauf-Marathon-Cup in Sälen – Wasalauf | 7. Skilanglauf-Marathon-Cup in Sälen – Wasalauf | 7. Skilanglauf-Marathon-Cup in Sälen – Wasalauf |
| ----------------------------------------------- | ----------------------------------------------- | ----------------------------------------------- | ----------------------------------------------- | ----------------------------------------------- |
| Datum                                           | Disziplin                                       | Erster Platz                                    | Zweiter Platz                                   | Dritter Platz                                   |
| 4. März 2007                                    | 90 km klassisch Massenstart                     | Oskar Svärd                                     | Jerry Ahrlin                                    | Jörgen Aukland                                  |

| 8. Skilanglauf-Marathon-Cup in Samedan – Engadin Skimarathon | 8. Skilanglauf-Marathon-Cup in Samedan – Engadin Skimarathon | 8. Skilanglauf-Marathon-Cup in Samedan – Engadin Skimarathon | 8. Skilanglauf-Marathon-Cup in Samedan – Engadin Skimarathon | 8. Skilanglauf-Marathon-Cup in Samedan – Engadin Skimarathon |
| ------------------------------------------------------------ | ------------------------------------------------------------ | ------------------------------------------------------------ | ------------------------------------------------------------ | ------------------------------------------------------------ |
| Datum                                                        | Disziplin                                                    | Erster Platz                                                 | Zweiter Platz                                                | Dritter Platz                                                |
| 11. März 2007                                                | 42 km Freistil Massenstart                                   | Dario Cologna                                                | Toni Livers                                                  | Christian Stebler                                            |

### Gesamtwertung
| Rang | Name               | Punkte |
| ---- | ------------------ | ------ |
| 01.  | Jerry Ahrlin       | 469    |
| 02.  | Jörgen Aukland     | 276    |
| 03.  | Stanislav Řezáč    | 250    |
| 04.  | Oskar Svärd        | 247    |
| 05.  | Daniel Tynell      | 200    |
| 06.  | Marco Cattaneo     | 195    |
| 07.  | Svein Tore Sinnes  | 122    |
| 08.  | Marco Fiorentini   | 120    |
| 09.  | Raul Olle          | 119    |
| 10.  | Anders Hallingstad | 109    |
| 11.  | Dario Cologna      | 100    |
| 12.  | Tullio Grandelis   | 95     |
| 13.  | Andrus Veerpalu    | 86     |
| 14.  | Biagio di Santo    | 84     |

| Rang | Name                  | Punkte |
| ---- | --------------------- | ------ |
| 15.  | Toni Livers           | 80     |
| 16.  | Niklas Karlsson       | 78     |
| 17.  | Pierluigi Costantin   | 75     |
| 18.  | Roberto De Zolt Ponte | 72     |
| 19.  | Erik Eriksson         | 68     |
| 20.  | Rikard Andreasson     | 61     |
| 21.  | Christian Stebler     | 60     |
| 22.  | Tomáš Jakoubek        | 57     |
| 23.  | Markus Jönsson        | 53     |
| 24.  | Martin Larsson        | 50     |
| 24.  | Gard Filip Gjerdalen  | 50     |
| 26.  | Jörgen Brink          | 50     |
| 26.  | Pietro Piller Cottrer | 50     |
| 28.  | Øystein Andersen      | 45     |

| Rang | Name               | Punkte |
| ---- | ------------------ | ------ |
| 28.  | Remo Fischer       | 45     |
| 30.  | Thomas Steurer     | 43     |
| 31.  | Maurizio Pozzi     | 41     |
| 32.  | Fredrik Östberg    | 40     |
| 33.  | John Kristian Dahl | 36     |
| 34.  | Andre Haugsbö      | 33     |
| 35.  | Bruno Debertolis   | 32     |
| 36.  | Bruno Carrara      | 31     |
| 37.  | Federico Clementi  | 26     |
| 38.  | Valerio Theodule   | 24     |
| 39.  | Anders Palmer      | 23     |
| 40.  | Pascal Grab        | 22     |

## Frauen

### Resultate
| 1. Skilanglauf-Marathon-Cup in Livigno – La Sgambeda | 1. Skilanglauf-Marathon-Cup in Livigno – La Sgambeda | 1. Skilanglauf-Marathon-Cup in Livigno – La Sgambeda | 1. Skilanglauf-Marathon-Cup in Livigno – La Sgambeda | 1. Skilanglauf-Marathon-Cup in Livigno – La Sgambeda |
| ---------------------------------------------------- | ---------------------------------------------------- | ---------------------------------------------------- | ---------------------------------------------------- | ---------------------------------------------------- |
| Datum                                                | Disziplin                                            | Erster Platz                                         | Zweiter Platz                                        | Dritter Platz                                        |
| 17. Dezember 2006                                    | 42 km Freistil Massenstart                           | Lara Peyrot                                          | Jenny Hansson                                        | Veronica Cavallar                                    |

| 2. Skilanglauf-Marathon-Cup in Liberec – Isergebirgslauf | 2. Skilanglauf-Marathon-Cup in Liberec – Isergebirgslauf | 2. Skilanglauf-Marathon-Cup in Liberec – Isergebirgslauf | 2. Skilanglauf-Marathon-Cup in Liberec – Isergebirgslauf | 2. Skilanglauf-Marathon-Cup in Liberec – Isergebirgslauf |
| -------------------------------------------------------- | -------------------------------------------------------- | -------------------------------------------------------- | -------------------------------------------------------- | -------------------------------------------------------- |
| Datum                                                    | Disziplin                                                | Erster Platz                                             | Zweiter Platz                                            | Dritter Platz                                            |
| 14. Januar 2007                                          | 50 km klassisch Massenstart                              | Wettkampf abgesagt                                       | Wettkampf abgesagt                                       | Wettkampf abgesagt                                       |

| 3. Skilanglauf-Marathon-Cup im Val di Fiemme und Val di Fassa – Marcialonga | 3. Skilanglauf-Marathon-Cup im Val di Fiemme und Val di Fassa – Marcialonga | 3. Skilanglauf-Marathon-Cup im Val di Fiemme und Val di Fassa – Marcialonga | 3. Skilanglauf-Marathon-Cup im Val di Fiemme und Val di Fassa – Marcialonga | 3. Skilanglauf-Marathon-Cup im Val di Fiemme und Val di Fassa – Marcialonga |
| --------------------------------------------------------------------------- | --------------------------------------------------------------------------- | --------------------------------------------------------------------------- | --------------------------------------------------------------------------- | --------------------------------------------------------------------------- |
| Datum                                                                       | Disziplin                                                                   | Erster Platz                                                                | Zweiter Platz                                                               | Dritter Platz                                                               |
| 28. Januar 2007                                                             | 70 km klassisch Massenstart                                                 | Hilde Gjermundshaug Pedersen                                                | Elin Ek                                                                     | Susanne Nyström                                                             |

| 4. Skilanglauf-Marathon-Cup in Oberammergau – König-Ludwig-Lauf | 4. Skilanglauf-Marathon-Cup in Oberammergau – König-Ludwig-Lauf | 4. Skilanglauf-Marathon-Cup in Oberammergau – König-Ludwig-Lauf | 4. Skilanglauf-Marathon-Cup in Oberammergau – König-Ludwig-Lauf | 4. Skilanglauf-Marathon-Cup in Oberammergau – König-Ludwig-Lauf |
| --------------------------------------------------------------- | --------------------------------------------------------------- | --------------------------------------------------------------- | --------------------------------------------------------------- | --------------------------------------------------------------- |
| Datum                                                           | Disziplin                                                       | Erster Platz                                                    | Zweiter Platz                                                   | Dritter Platz                                                   |
| 4. Februar 2007                                                 | 50 km klassisch Massenstart                                     | Elin Ek                                                         | Jenny Hansson                                                   | Lara Peyrot                                                     |

| 5. Skilanglauf-Marathon-Cup in Lamoura – Transjurassienne | 5. Skilanglauf-Marathon-Cup in Lamoura – Transjurassienne | 5. Skilanglauf-Marathon-Cup in Lamoura – Transjurassienne | 5. Skilanglauf-Marathon-Cup in Lamoura – Transjurassienne | 5. Skilanglauf-Marathon-Cup in Lamoura – Transjurassienne |
| --------------------------------------------------------- | --------------------------------------------------------- | --------------------------------------------------------- | --------------------------------------------------------- | --------------------------------------------------------- |
| Datum                                                     | Disziplin                                                 | Erster Platz                                              | Zweiter Platz                                             | Dritter Platz                                             |
| 11. Februar 2007                                          | 76 km Freistil Massenstart                                | Wettkampf abgesagt                                        | Wettkampf abgesagt                                        | Wettkampf abgesagt                                        |

| 6. Skilanglauf-Marathon-Cup in Otepää – Tartu Maraton | 6. Skilanglauf-Marathon-Cup in Otepää – Tartu Maraton | 6. Skilanglauf-Marathon-Cup in Otepää – Tartu Maraton | 6. Skilanglauf-Marathon-Cup in Otepää – Tartu Maraton | 6. Skilanglauf-Marathon-Cup in Otepää – Tartu Maraton |
| ----------------------------------------------------- | ----------------------------------------------------- | ----------------------------------------------------- | ----------------------------------------------------- | ----------------------------------------------------- |
| Datum                                                 | Disziplin                                             | Erster Platz                                          | Zweiter Platz                                         | Dritter Platz                                         |
| 18. Februar 2007                                      | 63 km klassisch Massenstart                           | Elin Ek                                               | Lara Peyrot                                           | Jenny Hansson                                         |

| 7. Skilanglauf-Marathon-Cup in Sälen – Wasalauf | 7. Skilanglauf-Marathon-Cup in Sälen – Wasalauf | 7. Skilanglauf-Marathon-Cup in Sälen – Wasalauf | 7. Skilanglauf-Marathon-Cup in Sälen – Wasalauf | 7. Skilanglauf-Marathon-Cup in Sälen – Wasalauf |
| ----------------------------------------------- | ----------------------------------------------- | ----------------------------------------------- | ----------------------------------------------- | ----------------------------------------------- |
| Datum                                           | Disziplin                                       | Erster Platz                                    | Zweiter Platz                                   | Dritter Platz                                   |
| 4. März 2007                                    | 90 km klassisch Massenstart                     | Elin Ek                                         | Jenny Hansson                                   | Lara Peyrot                                     |

| 8. Skilanglauf-Marathon-Cup in Samedan – Engadin Skimarathon | 8. Skilanglauf-Marathon-Cup in Samedan – Engadin Skimarathon | 8. Skilanglauf-Marathon-Cup in Samedan – Engadin Skimarathon | 8. Skilanglauf-Marathon-Cup in Samedan – Engadin Skimarathon | 8. Skilanglauf-Marathon-Cup in Samedan – Engadin Skimarathon |
| ------------------------------------------------------------ | ------------------------------------------------------------ | ------------------------------------------------------------ | ------------------------------------------------------------ | ------------------------------------------------------------ |
| Datum                                                        | Disziplin                                                    | Erster Platz                                                 | Zweiter Platz                                                | Dritter Platz                                                |
| 11. März 2007                                                | 42 km Freistil Massenstart                                   | Laurence Rochat                                              | Elin Ek                                                      | Ursina Badilatti                                             |

### Gesamtwertung
| Rang | Name                         | Punkte |
| ---- | ---------------------------- | ------ |
| 1.   | Elin Ek                      | 510    |
| 2.   | Lara Peyrot                  | 385    |
| 3.   | Jenny Hansson                | 376    |
| 4.   | Hilde Gjermundshaug Pedersen | 100    |
| 4.   | Laurence Rochat              | 100    |
| 6.   | Veronica Cavallar            | 60     |
| 6.   | Susanne Nyström              | 60     |
| 6.   | Ursina Badilatti             | 60     |
| 9.   | Suvi Karjalouto              | 50     |
| 9.   | Anu Tahtinen                 | 50     |

| Rang | Name                 | Punkte |
| ---- | -------------------- | ------ |
| 09.  | Sandra Hansson       | 50     |
| 09.  | Muriele Huberli      | 50     |
| 13.  | Alessandra Rigamonti | 45     |
| 13.  | Silja Suija          | 45     |
| 13.  | Nina Lintzén         | 45     |
| 13.  | Antje Mämpel         | 45     |
| 17.  | Jaanika Kalev        | 40     |
| 17.  | Maria Magnusson      | 40     |
| 19.  | Inger Lise Vestlunf  | 36     |
| 19.  | Raphaela Sieber      | 36     |

| Rang | Name                | Punkte |
| ---- | ------------------- | ------ |
| 21.  | Selina Gasparini    | 32     |
| 22.  | Jasmin Nunige       | 29     |
| 23.  | Flurina Bachmann    | 24     |
| 24.  | Kate Whitcomb       | 22     |
| 25.  | Anne-Laure Mignerey | 20     |
| 26.  | Sandra Wagenfuhr    | 18     |
| 27.  | Murjam Soklic       | 16     |
| 28.  | Christine Moritz    | 15     |
| 29.  | Marlyse Breu        | 14     |